# Чан (Чанаккале)
Чан (тур. Çan) — город и район в провинции Чанаккале (Турция).

## География
Город находиться на реке Кан Кайу. Формально город поделен на 2 части – Карсияка и Чан.